# Comuna Basivka, Romnî
Basivka (în ucraineană Басівка) este o comună în raionul Romnî, regiunea Sumî, Ucraina, formată din satele Basivka (reședința), Bessarabka, Haii, Holodne, Pșinciîne, Velîka Butivka, Velîki Budkî, Voșciîlîha, Zaluțke și Zaricicea.

## Demografie
Componența lingvistică a comunei Basivka
     Ucraineană (98,89%)
     Alte limbi (1%)
Conform recensământului din 2001, majoritatea populației comunei Basivka era vorbitoare de ucraineană (98,89%), existând în minoritate și vorbitori de alte limbi.